# Radau (Band)
Radau (Eigenschreibweise RADAU!) ist eine vierköpfige Band aus Hamburg, die seit 1998 Rockmusik und Popmusik für Kinder und Eltern macht.

## Bandgeschichte
Bei ihren Bühnenshows werden die Kinder stets zum Mitmachen animiert. Mit ihrem Motto „Garantiert blockflötenfrei“ veröffentlichte Radau! bisher fünf Tonträger im Verlag Oetinger audio, der bis dahin nur Hörspiele und Hörbücher für Kinder im Programm hatte. Der Musikstil kann mit den Ärzten, Red Hot Chili Peppers oder The Police verglichen werden. Seit 2016 ist die Band beim Hamburger Label German Wahnsinn Records unter Vertrag.
Von 2008 bis 2015 war Olle Wolski am Schlagzeug. Seit 2016 ist der Schlagzeuger Achim Erz als festes Bandmitglied dabei, der unter anderem auch bei Bernd Begemann und die Befreiung spielt.
Das Album Am liebsten laut! enthält unter anderem den Videoclip zu dem Titel Piraten sowie den Rittersong, der beim Geraldino Kinderliederpreis 2004 die meisten Jurypunkte erzielte. Die CD Voll Aufgedreht! wartet mit einem größeren musikalischen Spektrum auf als Am liebsten laut und ist um Stilelemente aus Samba (Im Regenwald auf Borneo), Ska (Ich will zu Oma) oder Swing (Meschugge) bereichert. Das Album Voll Aufgedreht! enthält neben einem breiten Spektrum an Themen und Musik auch drei Titelsongs, die die Band für Hörbücher produziert hat. Für das vierte Album Das Blaue vom Himmel wurden unterschiedliche Gastmusiker beteiligt. Am Titelsong haben 13 unterschiedliche Musiker aus dem Bereich Kindermusik mitgewirkt. 2013 erschien eine Compilation von zwanzig Songs unter dem Titel „Die 20 allerbesten Songs für Kinder“, die als Bonustrack eine englische Version des Rittersongs (Good Knight) enthält. 2016 erschien Weihnachten mit RADAU! mit neun eigenen Songs und sieben Coverversionen ausgewählter Weihnachtsklassiker. Mit Streng Geheim legte die Band 2017 ihr achtes Studioalbum vor.
Im Mai 2022 schied Christian Herzog aus der Band aus. Für ihn wurde Mats Sharma als Gitarrist und Sänger festes Bandmitglied.

## Diskografie
- 2001: Radau! Radau! (Eigenverlag)
- 2004: Am liebsten laut! (Che!records / Oetinger audio)
- 2005: Voll aufgedreht! (Che!records / Oetinger audio)
- 2008: Es geht los! (Che!records / Oetinger audio)
- 2011: Das Blaue vom Himmel (Che!records / Oetinger audio)
- 2013: Die Allerbesten 20 Songs (Che!records / Oetinger audio)
- 2016: Weihnachten mit RADAU! (German Wahnsinn Records)
- 2017: Streng Geheim! (German Wahnsinn Records)